# Икавизм
Икавизм — явление в вокализме украинского языка, заключающееся в историческом переходе в XIII—XVII веках в звук [i] (укр. буква «і») следующих древнерусских звуков:
- [е] и [o], при их нахождении в закрытом слоге; исключения: церковнославянизмы (правильно Бог, а не Біг), все окончания глаголов, многие суффиксы (-очк-, -ечк-, -оньк-, -еньк-, -есеньк-, -енк-, -ес-, -ен-, -тель-, -езн-, -енн-) и многие приставки; с XVIII века (согласно Ю. В. Шевелёву) уже перестали «о» и «е» менять в новосозданных корнях слов за исключением периферийных говоров, где из-за гиперкорректности иногда говорят, например, до́хтір вместо литературного украинского до́ктор;
- [ě] (ять, «ѣ») во всех случаях;
- [у], однако «у» становилась «і» очень редко, поэтому причины этого неизвестны.

Переход всех начальных букв «и» в букву «і» (раньше было ити, а теперь іти́/йти, МФА: [iˈtɪ]/[i̯tɪ]) — другое явление.
Переход у некоторых слов мягкого склонения в именительном и неодушевлённом винительном падежах окончания «ии» в «ій» (рус. синий и укр. синій < др.-рус. синии) — другое явление.

## История
Вследствие процесса падения редуцированных гласных [ь] и [ъ], состоявшегося в XI—XIII веках, возник икавизм, развивавшийся с XIII по XVII века в несколько этапов: удлинение гласных (o→ŏ, e→ĕ), дифтонгизация, сужение, образование нового ятя, совпадение с [i] в закрытых слогах. Является одной из важнейших черт, отличающих украинский язык от древнерусского.

## Промежуточные стадии
Т. В. Назарова предложила следующие стадии развития икавизма: о > у > i. Например: конь > кунь > кінь;

## Примеры стандартных случаев
| Др.-рус.                   | Укр.                                  | Рус.                    |
| ѣ:                         | ѣ:                                    | ѣ:                      |
| -------------------------- | ------------------------------------- | ----------------------- |
| дѣдъ дѣдѣ                  | дід ([dʲid]) ді́ді ([ˈdʲidʲi])         | дед е́де                 |
| ѣхати                      | ї́хати ([ˈjixɐte])                     | е́хать                   |
| идете идѣте! идѣмъ! идемъ  | ідете́ іді́ть! іді́м(о)! ідем(о́)         | идёте иди́те! идём! идём |
| е/о:                       |                                       |                         |
| конь коню                  | кінь коню́                             | конь коню́               |
| розъбоиникъ                | розбі́йник                             | разбо́йник               |
| о́сень о́сенью о́сени(р.п.)   | о́сінь о́сінню о́сени/о́сені              | о́сень о́сенью о́сени      |
| домъ домовъ                | дім домі́в                             | дом домо́в               |
| (заимств. позже XVII века) | а́том а́томів                           | а́том а́томов             |
| у (очень редко):           |                                       |                         |
| замужь                     | за́між (но муж)                        | за́муж                   |
| —                          | огіро́к (староукр.: огурокъ/ огуркомъ) | огуре́ц                  |

## Ъиь
Однако гласные ер («ъ») и ерь («ь») не подверглись икавизму за исключением приставок и предлогов:
| Др.-рус.                  | Укр.        | Рус.             |
| ------------------------- | ----------- | ---------------- |
| съмьрть                   | смерть      | смерть           |
| домъмь                    | до́мом       | до́мом            |
| коньмь                    | коне́м       | конём            |
| вьрхьнии                  | ве́рхній     | ве́рхний          |
| В приставках и предлогах: |             |                  |
| игралъ                    | грав        | играл            |
| подъигралъ                | підіграв    | подыграл         |
| съити                     | зійти́       | сойти́            |
| розъити ся                | розійти́ся   | разойти́сь        |
| шьлъ                      | йшов        | шёл              |
| объшьлъ                   | обійшо́в     | обошёл           |
| передъ мъною              | переді мно́ю | передо мной/мно́ю |

Приставки/предлога **ізi (рус. изорва́ть, рус. изо дня в день) в украинском нет (используется по умолчанию з, а если неблагозвучно, то із).
Нет и аналога русского взо- (рус. взобра́лся) в украинском (есть вз-, воз-, уз-, но нет **взi-).
Перед словами два и три не з(і), нужно зо (рус. килограммов с два). Ещё зо- нужно в словах зо́зла, зо́всім, зо́вни/зо́внішній, зоста́тися, зосере́дити, зокре́ма́.
Также передовсі́м (но передусі́м — чаще).
Ещё опциональны зо и підо перед словом мною, но так говорят редко.
В некоторых словах ъ всё же перешла в і:
- підлокі́тник < др.-рус. подълокътьникъ, хотя лі́коть (но есть диалектные, например, ло́кіть и ло́коть).

А в некоторых перешла не напрямую:
- і < о < ъ: пліт < [плот][5] < плътъ (суффикс -ътъ), т.п.

## Редкий переходе/ов открытых слогах ві
У нескольких слов с суффиксом -ъть: кі́готь, кі́поть, лі́коть < ло́коть до 18—19 веков < локъть (тв.п.: лі́ктем; праслав.: *ȍlkъtь), ні́готь (праслав.: *nȍgъtь), арх. ді́готь (нынче дьо́готь).
В приставках від(і)- и під(і)- никогда не проявляется «о»:
| Др.-рус.   | Укр.                       | Рус.       |
| ---------- | -------------------------- | ---------- |
| отъбьраныи | віді́браний [ʋʲiˈdʲibrɐnei̯] | ото́бранный |

## Оро/оло/ере/еле
Также не подверглись оро/оло/ере/еле (и некоторые начальные ро/ло):
| Праславянский    | Др.-рус.  | Укр.     | Рус.          |
| ---------------- | --------- | -------- | ------------- |
| *moltъ           | молотъ    | мо́лот    | мо́лот         |
| *termъ           | теремъ    | те́рем    | те́рем         |
| *melčьnъjь       | молочьныи | моло́чний | моло́чный      |
| Начальные ро/ло: |           |          |               |
| *orsti           | рости     | рости́    | расти́         |
| *orbľǫ           | роблю     | роблю́    | роблю́ (диал.) |

Однако в словах с подвижным (бывшим восходящим или нисходящим) ударением (доро́га/дорі́г, порі́г/поро́га, коро́ва/коро́ву, т.п.) происходит изменение [o] и [е] в [і], либо же — иная версия — гиперкоррекция, вызванная словами ріг (р.п. ро́га), рів (р.п./д.п. ро́ву), т.п.

## Особенность у глаголов классов 7 и 8
Глаголы, имеющие в украинском согласную перед суффиксом инфинитива -ти, — это глаголы классов 7, 8 и 9.
У глаголов класса 9 (содержит слово «де́рти» и те же слова, что в классе 9 у русского) икавизма в корне нет. В этом классе всего четыре слова в совр. укр.: де́рти (дру, дер, де́рши), ме́рти (мру, мер, ме́рши), пе́рти, те́рти с их производными (обде́рти, уме́р, ви́перши, стер, т.п.). Причина: в праславянском было два варианата — *terti и *tьrti; староукраинскому от праславянского достался *tьrti, а ь не переходил в і. Нечередующаяся ь в древнерусских дерти, мерти, терти — инновация в диалекте древнерусского, предшедствующем староукраинскому языку (не в самом староукраинском, ибо ь там уже перешла в Ø/е/ʲ).
А вот у глаголов классов 7 и 8 икавизм отсутствует в -[е/о][согл.]ти, -[е/о][согл.]ти[му/меш/т.п.], -[е/о][согл.]л[а/о/и]; но при этом присутствует в -[е/о][согл.]ши, -[е/о][согл.], даже если эта е/о — часть оро/т.п.:
| Праславянский                          | Др.-рус.                            | Укр.                          | Рус.                          |
| -------------------------------------- | ----------------------------------- | ----------------------------- | ----------------------------- |
| *vezti sę *vezъ sę *vezlъ sę *vezli sę | везти ся везши ся везлъ ся везли ся | везти́ся ві́зшися ві́зся везли́ся | везти́сь вёзшись вёзся везли́сь |
| *moťi *mogъ *moglъ *mogli              | мочи могши моглъ могли              | могти́ мі́гши мі́г могли́         | мо́чь мо́гши мо́г могли́          |
| оро/т.п.:                              |                                     |                               |                               |
| *berťi *bergъ *berglъ *bergli          | беречи берегши береглъ берегли      | берегти́ бері́гши бері́г берегли́ | бере́чь берёгши берёг берегли́  |

## Другие случаи
У некоторых слов икавизм проявляется только в их производных:
| Укр.    | Рус.    |
| ------- | ------- |
| бере́за  | берёза  |
| бері́зка | берёзка |

Бывают очень редкие случаи ассимиляции у некоторых слов:
- укр. піти́ < староукр. пійти́ < др.-рус. поити (совр. рус. пойти);
- по- + йшов = пішов (в других словах по- остаётся по-: покрив < покрылъ).

В разговорной речи икавизм может применяться свободнее (но не для всех слов), например: вместо бе́рег — бе́ріг (сущ.), вместо волокти́ — волікти́ (тут і становится везде, кроме волокла́/и́/о́).

## Схожие явления
Схожие явления имеют место и в некоторых других славянских языках, например:
| Подгруппа языков | Язык (диалект)               | е > i                                           | о > у > i                              | ѣ (ě) > i                                | у > i |
| ---------------- | ---------------------------- | ----------------------------------------------- | -------------------------------------- | ---------------------------------------- | ----- |
| -                | Сербо-хорватский (чакавский) | -                                               | -                                      | *bělъ > bȋl, *věra > vȉra, *ěsti > jisti | -     |
| Чешско-словацкая | Чешский                      | -                                               | -                                      | *bělъ > bílý, *věra > víra, *ěsti > jíst | -     |
| Чешско-словацкая | Словацкий                    | -                                               | *koňь > kôň, *nožь > nôž               | -                                        | -     |
| Лехитская        | Полабский                    | *peťь > pic, *neděľa > nideľă, *xъmeľь > xėmil, | *otъ > vit                             | -                                        | -     |
| Лехитская        | Поморский                    | -                                               | *koňь > kóń, *nožь > nóż, *gora > góra | -                                        | -     |
| Лехитская        | Польский                     | -                                               | *nožь > nóż, *gora > góra              | -                                        | -     |
| Лужицкая         | Нижнелужицкий                | -                                               | *koňь > kóń                            | -                                        | -     |
| Лужицкая         | Верхнелужицкий               | -                                               | *koňь > kóń, *gora > góra              | -                                        | -     |